# Architecture funéraire de la dynastie Han
 (août 2021).
Si vous disposez d'ouvrages ou d'articles de référence ou si vous connaissez des sites web de qualité traitant du thème abordé ici, merci de compléter l'article en donnant les références utiles à sa vérifiabilité et en les liant à la section « Notes et références ».
L'architecture des tombes de la dynastie Han, a connu des changements importants au cours de la période Han (de 206 av. J.-C. à 220 apr. J.-C.). 

## Évolution
La pratique impériale des Han occidentaux (206 AEC - 9 EC), consistait à offrir des sacrifices au temple ancestral. Le Lun heng  un texte probablement achevé entre 70 et 80 de notre ère, décrit la pratique du sacrifice de la tombe. "Selon les rites anciens, les sacrifices aux ascendants étaient effectués dans les temples, la coutume moderne est de les offrir à la tombe." 

### Han occidentaux

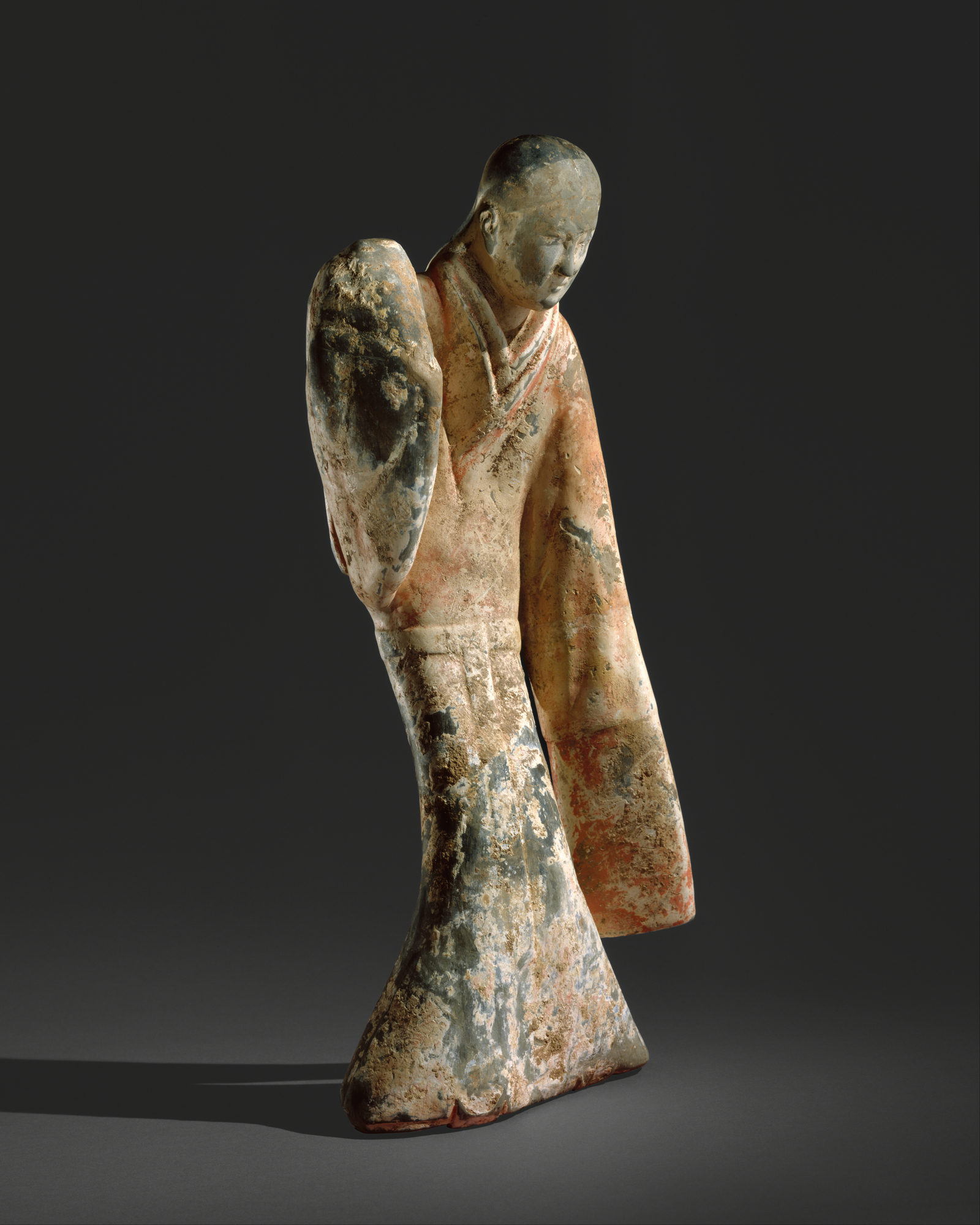
Danseuse, tombe des Han de l'Ouest.

Lampe anthropomorphe en bronze doré, fabriquée sous la dynastie des Han occidentaux, datée de 172 av. J.-C., tombe de Dou Wan.

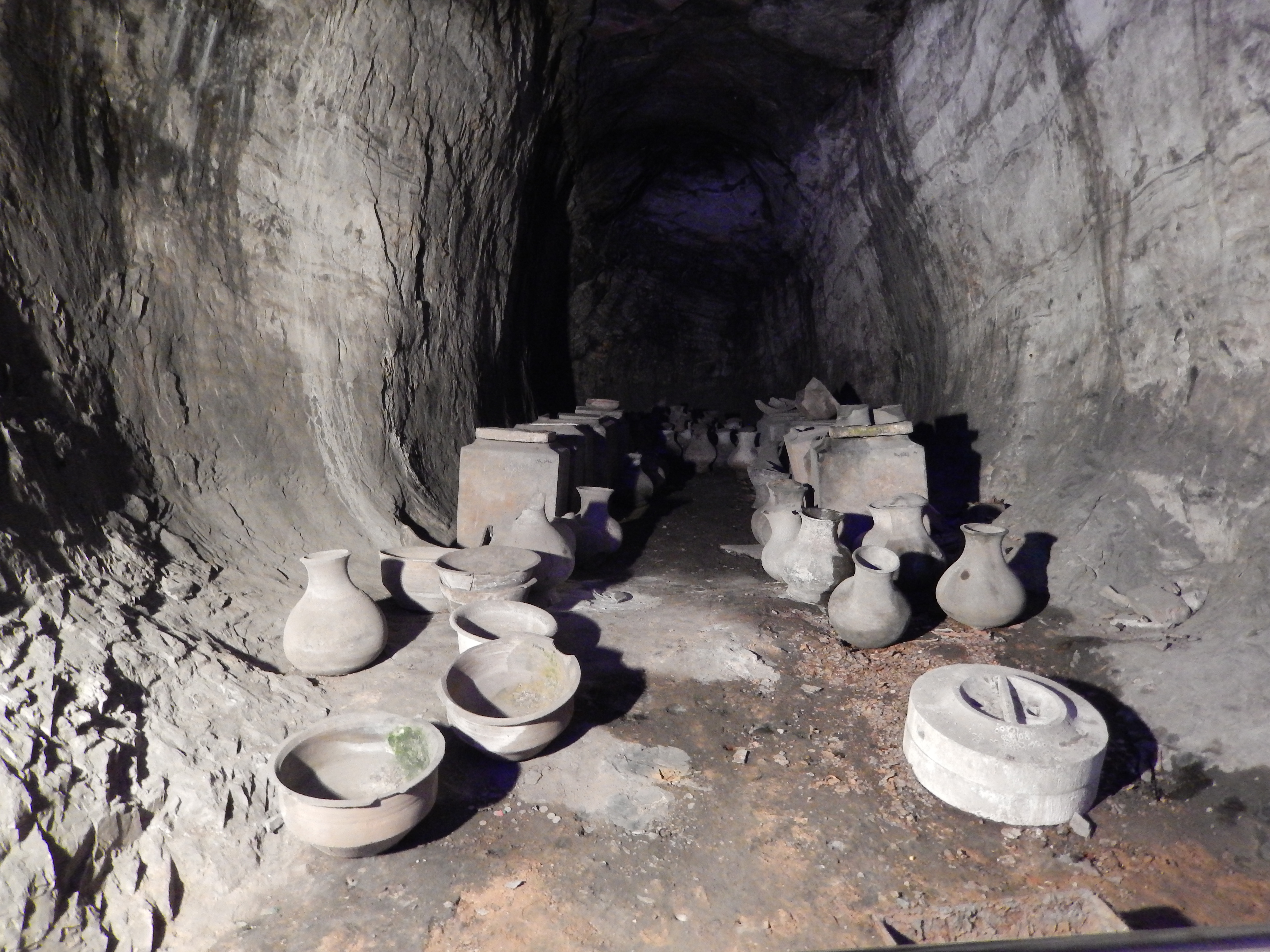
Chambre latérale nord de la tombe de Liu Sheng, 113 AEC (Han occidentaux).

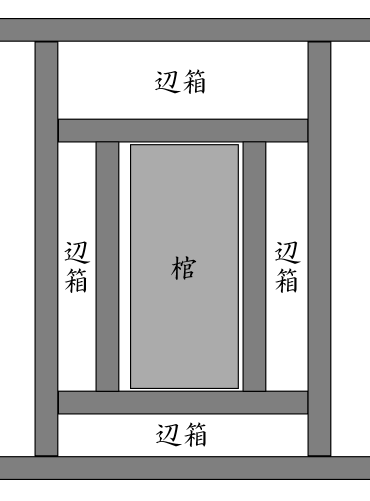
Tombe n°1 de Mawangdui (~190-168 AEC) (Han occidentaux), plan

Des exemples bien connus de tombes des Han occidentaux ont été fouillés scientifiquement: les tombes de Mawangdui et les tombes de Liu Sheng, prince de Zhongshan et de son épouse, Dou Wan. La tombe de Mawangdui est une tombe imbriquée tandis que les tombes jumelées de Liu Sheng et de sa femme, Dou Wan, sont des tombes rupestres. 
Le « Rituel funéraire », de Victor Turner, propose trois phases de performance rituelle : séparation, limen (seuil) et réintégration. En reliant les théories du passage rituel avec l'architecture des tombes-palais souterrains des Han orientaux, on voit que les portes en pierre sculptée des tombes des Han orientaux signalaient que la tombe était un lieu de transformation pour un public de vivants et de morts. Une analyse des portes en pierre fonctionnelles dans les tombes des Han orientaux montre que la mort, un événement d'une importance centrale mettant en danger le système, a été vaincue par le programme de rituel mortuaire sur l'emplacement des portes dans les tombes. Le rituel mortuaire fonctionnait comme un homéostat, fournissant un moyen pour réparer la déchirure dans le tissu de la société Han causée par la mort d'un membre de la famille. Il a accompli cette réparation via la transmission d'informations sur l'emplacement des portes des tombes. Les portes étaient ainsi des instruments reliant les vivants et les morts et unissant le passé, le présent et l'avenir pour « dix mille générations ».

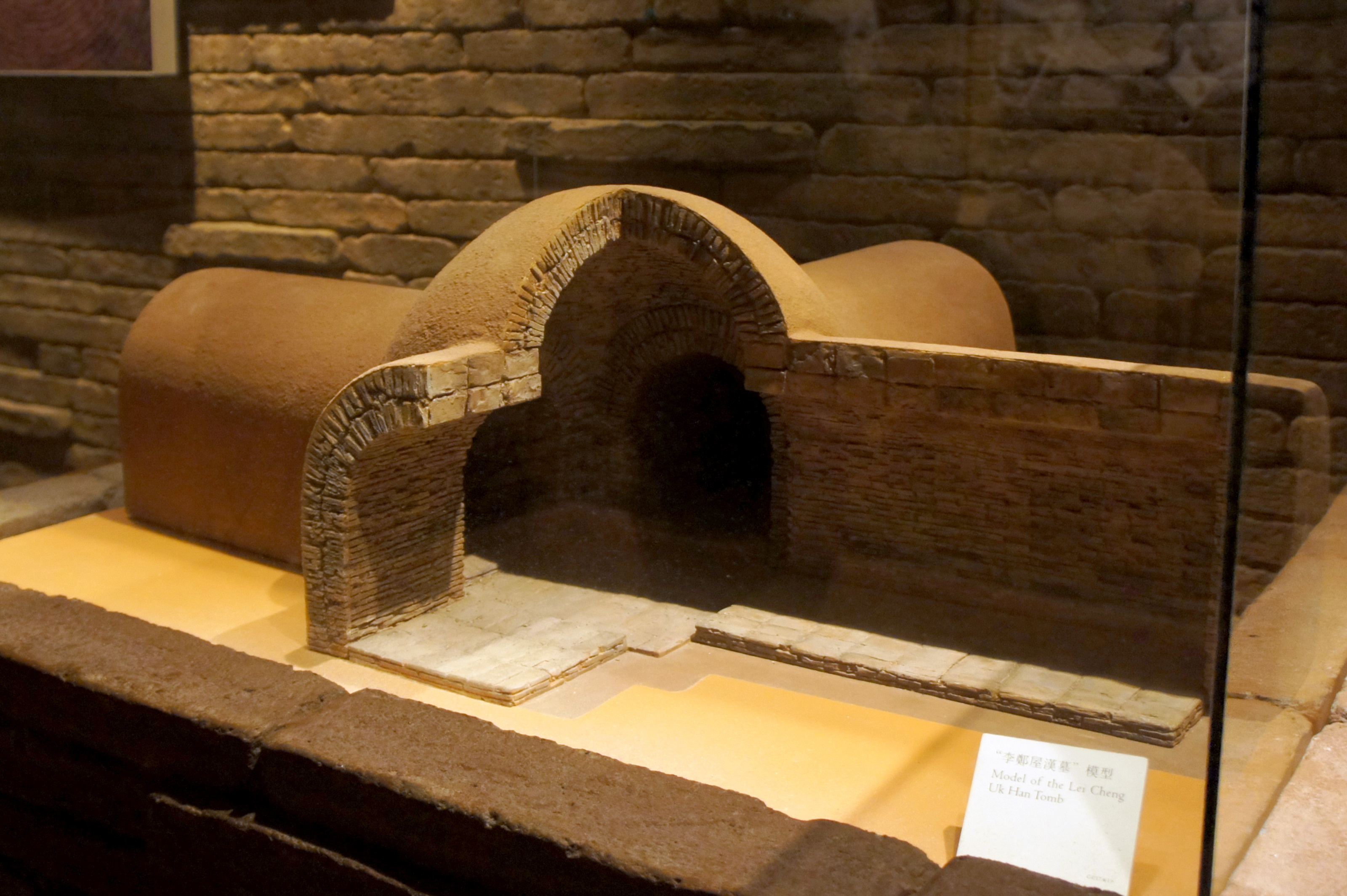
Modèle de la tombe Han de Hong Kong de Lei Cheng Uk, datée de la dynastie des Han orientaux (25-220 EC).

### Han orientaux
Au cours de la dynastie des Han de l'Est, ou Han orientaux (25-220 apr. J.-C.), des soi-disant palais funéraires souterrains ont été introduits. Yi'nan, Donjiazhuang et Dahuting sont des exemples de tombes des Han de l'Est qui ont été fouillés scientifiquement. L'inhumation en couple est devenue la forme d'enterrement standard à la fin de la période Han, avec l'association de motifs masculins et féminins utilisés dans les programmes décoratifs des tombes. Ces motifs jumelés incluent Xiwangmu, la "reine mère de l'Occident", son époux Dongwanggong, le "roi [père] de l'Orient", le soleil et la lune, le phénix mâle et Fuxi et Nuwa. Les représentations des festivités, divertissements et des rites représentés dans les tombes des Han de l'Est sont idéalisées, avec un grand nombre d'invités. Les transports en processions sont des scènes courantes dans les tombes des Han de l'Est. Ces processions peuvent représenter des scènes de la vie officielle, des scènes de cortège funèbre et / ou des transports célestes. Dans les tombes Han de l'Est de Yi'nan, Dahutung et Donjiazhuang les décors décrivent la vie officielle, comme le fait que le type de voiture dans laquelle une personne est transportée indique son statut social et le rang officiel du conducteur. Pendant la période Han, un homme riche était décrit comme «ayant des chars et des chevaux à la porte». Le Hou Han shu (Livre des Han postérieurs) raconte qu'à la mort de Kong Guan, tant de fonctionnaires présents qu'il y avait dix mille voitures. 
Le sacrifice dans la tombe a été une autre innovation dans les rituels funéraires pendant la période des Han orientaux. L'empereur Ming (également nommé Zhuang) (r. 58-78 ap. J.-C.) a formellement aboli le sacrifice du temple impérial en 58, lorsqu'il a transféré les rites du temple au site de la tombe impériale. Cet acte a été officiellement enregistré comme étant motivé uniquement par la piété filiale. L'empereur Ming a rapporté qu'après la mort de son père, l'empereur Guangwu, il avait rêvé de ses parents décédés la nuit précédant le sacrifice ancestral impérial. Le lendemain, il conduisit ses ministres au tombeau de ses parents et y tint le sacrifice. Une douce rosée serait tombée du ciel et l'empereur Ming pleura en voyant les effets personnels de sa mère.
Ce rituel mortuaire déplacé à l'intérieur de la tombe peut être lié aux portes des tombes, une innovation architecturale apparue à la même époque. Alors qu'une description de ce changement dans le rituel funéraire se trouve dans le Hou Han shu, il n'y a pas de textes existants décrivant la performance rituelle elle-même. Le Xiao jing (Classique de la piété filiale), un court texte probablement écrit au début des Han, abordait les cinq exigences de la conduite filiale, soulignant l'importance du rituel funéraire et du sacrifice.

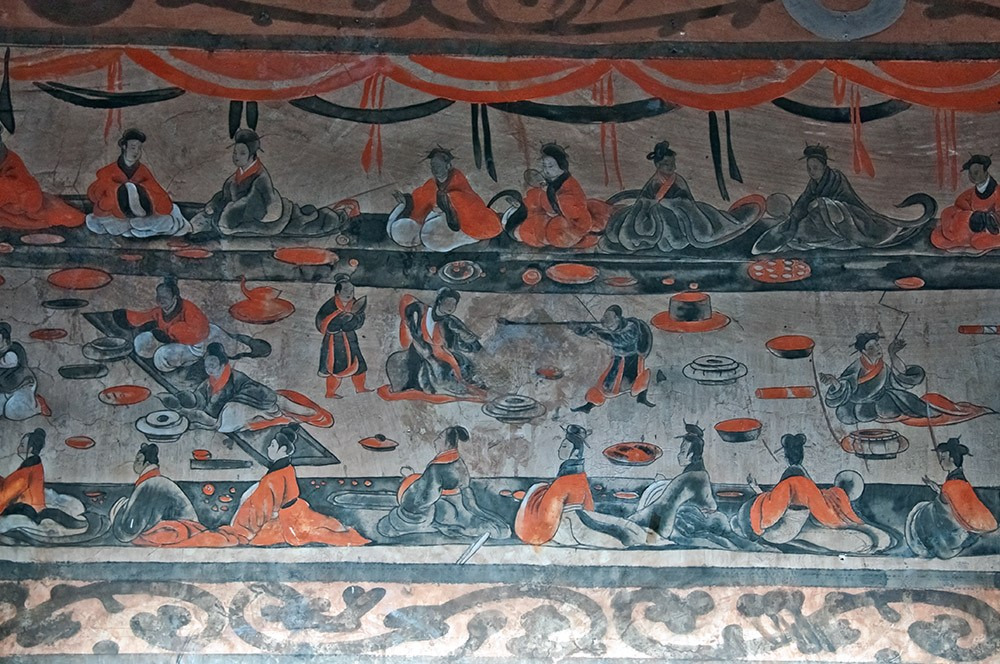
Peinture murale d'une scène de banquet du tombeau de Dahuting de la dynastie Han de l'Est, province du Henan

Au fur et à mesure que la richesse et le pouvoir augmentaient dans les régions périphériques des Han de l'Est, la demande de monuments funéraires augmentait également. L'augmentation du nombre de monuments funéraires signifiait que la société était unifiée et égalisée par un grand nombre de personnes dans différentes régions et avec des croyances différentes, toutes suivant la pratique mortuaire et les rituels officiellement prescrits lors d'expositions publiques. Le peuple de la période Han vivait sous un gouvernement central mais différaient dans leurs habitudes ; coutume, tenue vestimentaire et rituel.
L'architecture funéraire a été utilisée comme un outil de gouvernement pour consolider l'empire. L'exécution et la participation à des rites officiellement approuvés, qui ont été initiés par les Han de l'Est, ont été le grand agent d'unification des différentes populations de l'empire Han. C'est la construction de l'architecture mortuaire sur une plaine plate qui a permis aux membres vivants de l'audience mortuaire Han, dans des conditions rituelles, d'entrer dans la structure pour effectuer le rituel dans le tombeau. À l'intérieur de la tombe, ce sont les portes et les embrasures des tombes qui réglaient le modèle et le format des rituels. Ces pratiques ont ajouté une nouvelle dimension publique à l'architecture mortuaire Han et aux arts qui l'accompagnent.